# Dalek I Love You
Dalek I Love You was een Britse synthpopband uit Wirral. Op verschillende momenten in hun bestaan stond de band ook bekend als Dalek I. Platenmanagers bij Phonogram Records verkortten de naam van de band zonder hun medeweten voor de single Freedom Fighters.

## Bezetting
- David Balfe
- Alan Gill
- Dave Hughes
- Chris Teepee
- Martin Cooper
- Andy McCluskey
- Kenny Peers
- Gordon Hon
- Max the Actor
- Keith Hartley

## Geschiedenis
Halverwege de jaren 1970 hadden David Balfe, Alan Gill en Keith Hartley, drie inwoners van Thingwall op het Wirral-schiereiland, een band geformeerd met de naam Mr. McKenzie. In november 1976, toen punk in opkomst was en hen beïnvloedde, veranderde de band hun naam in Radio Blank, bestaande uit Balfe (bas en keyboards), Gill (gitaar en zang) en Hartley (zang en gitaar) en Stephen Brick (drums).Ze speelden hun eigen materiaal en ook enkele covers, zoals You Really Got Me en Peaches. Vijf van hun 15 live optredens waren in Eric's Club in Liverpool. Balfe en Gill verloren hun interesse in punk in 1977 en ontbonden de band in oktober 1977 om een meer experimenteel project te vormen.
In december 1977 formeerden Balfe en Gill, beïnvloed door Kraftwerk, Dalek I Love You. De naam was een compromis: Balfe wilde de band de Daleks noemen (naar de Doctor Who-schurken), terwijl Gill de band Darling I Love You wilde noemen. De andere twee oprichters waren Dave Hughes (keyboards) en Chris Teepee (ritmesectie en tapes). In 1978 verliet Balfe de band om andere bands te managen en sloot zich uiteindelijk aan bij Big in Japan en later bij Teardrop Explodes. In augustus 1978 werd de band vergezeld door Martin Cooper (saxofoon), Andy McCluskey (zang en bas, die eerder in The Id zat) en Kenny Peers (drums), samen met dichters Gordon Hon (ook bekend als The Worm) en Max the Actor. In september stopte McCluskey om zich weer bij voormalig bandlid Paul Humphries van The Id te voegen om Orchestral Manoeuvres in the Dark te vormen en in oktober 1978 bleven alleen Gill en Hughes in de band. Als duo tekenden ze bij Inevitable Records. Een demo van Freedom Fighters trok de aandacht van Phonogram Records, die ze vervolgens contracteerde.
Phonogram verkortte echter de naam van de band tot Dalek I voor de eerste publicaties en wilde de akkoorden van Freedom Fighters veranderen. Op 16 juli 1979 bracht Dalek I hun eerste single Freedom Fighters uit bij Phonograms dochteronderneming Vertigo Records, met het gelijknamige nummer en de B-kant Two Chameleons. Het werd gevolgd door The World (2 oktober 1979) bij Vertigo en Dalek I Love You (Destiny) (1 mei 1980) bij de Back Door-dochteronderneming, opgericht door The Blitz Brothers. Het laatste duo, bestaande uit Chris Hughes en Paul Collister (toen manager van OMD), produceerde de singles onder die naam. Het debuutalbum Compass Kumpas (gestileerd als Compass kum'pəs) van Dalek I, werd op 24 mei 1980 uitgebracht bij Back Door/Phonogram. Het werd alom geprezen, maar was commercieel niet succesvol. Tegen de tijd dat het album uitkwam, was Gill het enige overgebleven lid, met behoud van de naam Dalek I Love You (Dave Hughes was vertrokken om zich bij OMD aan te sluiten en vormde vervolgens het duo Godot met Hartley). Het project ging al snel op pauze en Gill trad in juli 1980 toe tot de Teardrop Explodes, ter vervanging van Mick Finkler. Gill droeg twee belangrijke dingen bij aan de band: hun meest succesvolle single Reward, die hij mede schreef, en LSD, die hij introduceerde aan frontman Julian Cope. Zijn verblijf bij de band was echter van korte duur.
In 1981 had Gill Dalek I Love You opnieuw geformeerd, met zichzelf als het enige lid. Hij werd aangevuld met Hugh Jones en Chuca Russo op vocale harmonieën en Chris Hughes op drums voor de opname van de single Heartbeat, die op 28 februari 1981 werd uitgebracht door Back Door. In 1983 bestond de band uit Gill en de terugkerende leden Hartley, Hon en Peers, met achtergrondzangeressen Chuca Russo, Heather Balshaw en Amanda Hon-Hawkins. Ze brachten in november 1983 een gelijknamig album uit bij het label Korova. Hon vertrok naar Londen om beeldende kunst te studeren. Gill ging door met het maken en opnemen van muziek met lokale artiesten en startte zijn eigen cassette-only label Bop a Dub. In 1985 bracht de band de cassette-only Naive uit en werd kort daarna effectief ontbonden. De eerste twee albums van de band werden opnieuw uitgebracht in het Verenigd Koninkrijk op compact disc, Compass Kumpas in 1989 door Fontana Records (met vier bonustracks) en Dalek I Love You in 2007 door Korova (in een geremasterde en uitgebreide editie).
De band inspireerde de titel van Dalek I Love You, een radiodrama dat op 11 februari 2006 in première ging op de Britse digitale radiozender BBC 7. Het verhaal draaide om een man die geobsedeerd was door Doctor Who die verliefd wordt op een sciencefictionconventie. De band inspireerde ook de titel van Dalek I Loved You, een autobiografie van de journalist Nick Griffiths over zijn leven als Doctor Who-fan, gepubliceerd in 2007.

## Discografie

### Singles
- 1979: Freedom Fighters (7")
- 1979: The World (7")
- 1980: Dalek I Love You (Destiny) (7")
- 1981: Heartbeat (7"/12")
- 1982: Holiday in Disneyland (7"/12")
- 1983: Ambition (7"/12")
- 1983: Horrorscope (7"/12")

### Albums
- 1980: Compass Kumpas (Back Door/Phonogram Records)
- 1983: Dalek I Love You (Korova)
- 1985: Naive alleen cassette (Bop a Dub)

### Compilaties
- 1980: Dalek I Love You (Destiny) op Machines (Virgin Records)
- 1980: Dalek I Love You, Freedom Fighters en The World op Thru' the Back Door (Mercury Records)
- 1982: A Suicide op To the Shores Of Lake Placid (Zoo Records)
- 1984: Freedom Fighters (demo versie) op Small Hits & Near Misses/The Inevitable Compilation (Inevitable/RCA Records)
- 1990: Everything I Do op  Liverpool...All of This & Heaven Too (Homar)
- 2006: Holiday in Disneyland op North by North West - Departure 1976 Arrival 1984 (Korova)